# Rzeź (film 2011)
Rzeź (ang. Carnage, 2011) – francusko-polsko-niemiecki film tragikomiczny w reżyserii Romana Polańskiego.
Światowa premiera filmu nastąpiła 1 września 2011 roku, podczas 68. Międzynarodowego Festiwalu Filmowego w Wenecji, gdzie film został zakwalifikowany do Konkursu Głównego. Polska premiera została wyznaczona na 20 stycznia 2012 roku.
Film jest ekranizacją sztuki Bóg mordu (fr. Le Dieu du Carnage) Yasminy Rezy. To dziewiętnasty pełnometrażowy film Polańskiego.

## Obsada
- Jodie Foster – Penelope Longstreet
- Kate Winslet – Nancy Cowan
- Christoph Waltz – Alan Cowan
- John C. Reilly – Michael Longstreet[2]
- Eliot Berger – Ethan
- Elvis Polanski – Zachary

## Produkcja
Roman Polański i Yasmina Reza zaczęli rozmawiać o adaptacji Boga mordu na kilka dni przed aresztowaniem reżysera we wrześniu 2009 roku. Potem francuska pisarka gościła w Gstaad, by pracować nad scenariuszem.
Obraz w fazie produkcji otrzymał dotację w wysokości 2 000 000 złotych z Polskiego Instytutu Sztuki Filmowej i uzyskał wśród jego ekspertów status „wybitny”.
Zdjęcia były realizowane od lutego 2011 roku w Paryżu.

## Nagrody i nominacje
68. Międzynarodowy Festiwal Filmowy w Wenecji
- nominacja: Złoty Lew – Roman Polański

69. ceremonia wręczenia Złotych Globów
- nominacja: najlepsza aktorka w filmie komediowym lub musicalu – Kate Winslet
- nominacja: najlepsza aktorka w filmie komediowym lub musicalu – Jodie Foster

16. ceremonia wręczenia Satelitów
- nominacja: najlepsza aktorka w roli drugoplanowej – Kate Winslet
- nominacja: najlepszy aktor w roli drugoplanowej – Christoph Waltz

37. ceremonia wręczenia Cezarów
- nagroda: najlepszy scenariusz adaptowany – Roman Polański i Yasmina Reza

25. ceremonia wręczenia Europejskich Nagród Filmowych
- nominacja: Najlepsza Europejska Aktorka – Kate Winslet
- nominacja: Najlepszy Europejski Scenarzysta – Roman Polański i Yasmina Reza